# Marriner S. Eccles Federal Reserve Board Building
Marriner S. Eccles Federal Reserve Board Building, kallas Eccles Building och Federal Reserve Building, är en byggnad som ligger på 2001 Constitution Avenue NW i den amerikanska huvudstaden Washington, D.C.
Den används som huvudkontor åt USA:s centralbankssystem Federal Reserve System sedan 1937 när den uppfördes i och med lagen Banking Act of 1935 som gjorde möjligt att dels centralisera centralbanken och dels låta centralbankens styrelse få självständig bestämmanderätt över vissa frågor. Innan byggnaden uppfördes, höll Federal Reserve sammanträden i USA:s finansdepartements lokaler och det dagliga arbetet sköttes på flera platser runt om i Washington, D.C. Byggnaden hette fram till 1982 Federal Reserve Building, det året beslutade USA:s kongress att byggnaden skulle heta det nuvarande namnet som en hyllning till den före detta Federal Reserve-ordföranden Marriner S. Eccles.
Eccles Building övervakas av centralbankens egna polismyndighet Federal Reserve Police.